# Thorald Brendstrup
Thorald Brendstrup, född den 25 maj 1812 i Sengeløse på Själland, död den 4 maj 1883 i Köpenhamn, var en dansk målare. 
Brendstrup blev fjorton år gammal anställd som lärling på den kungliga porslinsfabriken och började samtidigt att teckna under Gustav Friedrich Hetsch på konstakademien. Något senare slog han sig på att måla landskapsstudier och utställde första gången en liten tavla 1835. Under 1839 samt 1847—1850 och åter igen 1857—1861 var Brendstrup i utlandet — sin andra resa företog han med understöd 
från akademien — och hemförde därifrån många vackra studier; sina flesta och bästa tavlor har han dock utfört över 
danska motiv. Brendstrup, som 1874 blev 
medlem av akademien, var inte någon mycket framstående konstnärsnatur, men likväl en ganska självständig och särdeles väl utvecklad målare av den äldre skolan, 
smakfull i sin komposition och en solid 
tecknare; inte sällan verkar hans alster 
synnerligen tilltalande genom sin milda 
och fredliga stämning och fina ton.

## Utmärkelser
- Riddare av Dannebrogorden,  1876[4]
- Dannebrogsmännens hederstecken,  1878[4]

[Redigera Wikidata]